# Mesosagitta sibogae
Mesosagitta sibogae är en djurart som tillhör fylumet pilmaskar, och som först beskrevs av Fowler 1906.  Mesosagitta sibogae ingår i släktet Mesosagitta och familjen Sagittidae. Inga underarter finns listade i Catalogue of Life.